# Repino Brdo
Repino Brdo är en ort i Bosnien och Hercegovina.   Den ligger i distriktet Brčko, i den nordöstra delen av landet, 110 km norr om huvudstaden Sarajevo. Repino Brdo ligger 175 meter över havet och antalet invånare är 246.
Terrängen runt Repino Brdo är platt åt nordost, men åt sydväst är den kuperad. Närmaste större samhälle är Brčko, 10,4 km norr om Repino Brdo. 
Omgivningarna runt Repino Brdo är en mosaik av jordbruksmark och naturlig växtlighet. Runt Repino Brdo är det ganska tätbefolkat, med 67 invånare per kvadratkilometer.